# Тяжёлый спутник 01
Тяжёлый спутник 01 — советский венерианский зонд (АМС) 1ВА № 1 вместе с разгонным блоком «Л» ракеты-носителя «Молния». Был запущен, но к Венере не стартовал, остался на очень низкой околоземной орбите из-за отказа разгонного блока. Выполнив небольшое число витков, вошел в атмосферу Земли, разрушился и частично сгорел. Упоминается и под названием «Спутник-7».

## Детали полёта
Запуск — 4 февраля 1961 года. Это была первая попытка пуска советского космического аппарата к Венере.
Ракета-носитель «Молния» вывела станцию-зонд вместе с разгонным блоком на низкую околоземную орбиту, однако в нужный момент разгонный блок не включился, и станция к Венере не ушла.
Название «спутник» было использовано советской пропагандой для сокрытия неудачи и ради попытки представить этот пуск как очередной успех. В сообщении ТАСС было объявлено о «запуске „тяжёлого спутника 01“ и успешном выполнении поставленных при этом научно-технических задач».
По мнению Государственной комиссии, причиной неудачи был отказ электромеханического преобразователя напряжения ПТ-200. Как выяснилось, открыто установленный преобразователь не был рассчитан и не испытывался на работу в вакууме. Вероятнее всего, отказали его подшипники или щётки.
Неуправляемый «Тяжёлый спутник 01», находясь на низкой орбите, просуществовал очень недолго (по данным NASA, 22 дня). Аппарат сошёл с орбиты над Сибирью, разрушился и частично сгорел в атмосфере. Странная траектория и неясное сообщение ТАСС породили в зарубежной прессе спекуляции о том, что это была катастрофа пилотируемого корабля.
Медаль, которую аппарат 1ВА № 1 должен был доставить на поверхность Венеры, уцелела. Защитный шар с медалью внутри был найден летом 1963 года купавшимся мальчиком в реке Бирюсе. Отец мальчика передал находку в милицию, и через КГБ медаль попала обратно в ОКБ-1. Находка была принята там как настоящее чудо, так как вероятность падения аппарата на сушу (а не в Мировой океан) была весьма мала. Тем более ничтожным был шанс того, что обломки попадут в обитаемую местность в СССР и будут найдены.

## Последующие события
Параллельно, в рамках программы исследования Венеры к запуску готовился и второй аналогичный аппарат.
После случившейся неудачи разгонный блок следующего аппарата был в спешке доработан: преобразователь ПТ-200 помещён в подходящий по размеру герметичный аккумуляторный контейнер, сам контейнер был обмотан экранно-вакуумной термоизоляцией и раскрашен чёрно-белыми полосами для правильного теплообмена.
Запущенный через неделю однотипный аппарат 1ВА № 2, который удалось вывести на трассу к Венере, стал известен как межпланетная космическая станция «Венера-1».

## Теория заговора
Из-за секретности, традиционной для советской космической программы, появились слухи о том, что Советы что-то скрывают. Прозвучало, например, утверждение двух радиолюбителей из Италии братьев Ахилла и Джана Баттисты Юдика-Кордилья, что на самом деле СССР удалось запустить в космос человека, но произошла какая-то катастрофа, и этот человек — а может быть, даже два человека — остался на орбите умирать от недостатка воздуха. Братья объявили, что они поймали даже звуки ударов сердца и человеческого дыхания — и эти звуки внезапно прекратились. Называлось даже имя погибшего космонавта — Алексей Белоконов. По этому поводу советская пресса дала специальное опровержение.